# 达尔瓜尔
达尔瓜尔（法語：Dargoire，法語發音：[daʁɡwaʁ]）是法国卢瓦尔省的一个市镇，位于该省东南部，东、北、南三面和罗讷省接壤，属于圣艾蒂安区。

## 地理
达尔瓜尔（45°33'37"N, 4°40'5"E）面积1.92 平方千米，位于法国奥弗涅-罗讷-阿尔卑斯大区卢瓦尔省，该省份为法国中南部省份，北起顺时针与索恩-卢瓦尔省、罗讷省、伊泽尔省、阿尔代什省、上盧瓦爾省、多姆山省和阿列省接壤。
与达尔瓜尔接壤的市镇（或旧市镇、城区）包括：圣罗曼昂日耶、塔尔塔拉、博瓦隆。

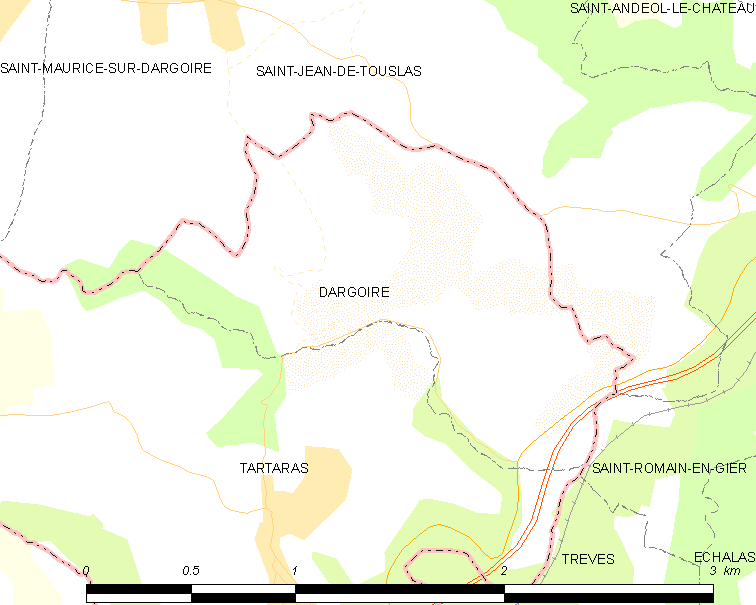
达尔瓜尔的OSM定位图

达尔瓜尔的时区为UTC+01:00、UTC+02:00（夏令时）。

## 行政
达尔瓜尔的邮政编码为42800，INSEE市镇编码为42083。

## 政治
达尔瓜尔所属的省级选区为里沃德日耶县。

## 人口

1962-2008年间达尔瓜尔人口变化图示

达尔瓜尔于2022年1月1日时的人口数量为523人。